# Paracaesio paragrapsimodon
Paracaesio paragrapsimodon és una espècie de peix de la família dels lutjànids i de l'ordre dels perciformes.

## Morfologia
- Els mascles poden assolir 27,5 cm de longitud total.[3][4]

## Hàbitat
És un peix marí d'aigües profundes.

## Distribució geogràfica
Es troba a les Illes Carolines i davant la costa de Port Moresby (Papua Nova Guinea).